# Feering
Feering – wieś w Anglii, w hrabstwie Essex, w dystrykcie Braintree. Leży 21 km na północny wschód od miasta Chelmsford i 70 km na północny wschód od Londynu.